# František Fadrhonc
František Vojtěch Fadrhonc (Nymburk, 18 december 1914 – Nicosia, 9 oktober 1981) was een Tsjechisch-Nederlands voetbaltrainer.
Fadrhonc werd op 18 december 1914 geboren in Nymburk (Neuenburg an der Elbe), destijds onderdeel van de dubbelmonarchie Oostenrijk-Hongarije. Hij slaagde in 1932 aan het Gymnázium Nymburk en ging in Praag sportwetenschappen studeren waarin hij later ook promoveerde. Fadrhonc was werkzaam als sportinstructeur aan de Karelsuniversiteit Praag en de Masaryk-universiteit. Hij was ook als masseur verbonden aan het Tsjecho-Slowaaks voetbalelftal en leidde dat team eenmalig op 21 september 1947 als vervanger Jiří Pichler in een met 2-6 gewonnen oefenwedstrijd in en tegen Roemenië. Na de machtsovername van de Communistische Partij van Tsjecho-Slowakije in 1948 vluchtte Fadrhonc via Oostenrijk naar het vrije Westen. Hij kwam net als tienduizenden vluchtelingen in Salzburg waar zijn vrouw bij een hulporganisatie voor deze vluchtelingen ging werken en hij Austria Salzburg trainde. Fadrhonc zocht contact met verschillende contacten die hij uit zijn tijd bij het nationale team had leren kennen. Via Karel Lotsy kwam hij naar Nederland en streek hij neer in Tilburg, waar hij hoofdtrainer werd van Willem II. Zowel in 1952 als in 1955 slaagde hij erin om de Brabanders naar het landskampioenschap te leiden. Hierna vertrok hij naar Overijssel om bij Sportclub Enschede in dienst te treden.
Ook in Enschede boekte Fadrhonc successen. Hij parkeerde de voorloper van FC Twente in 1958 op de gedeelde eerste plaats in de eredivisie, maar het beslissingsduel tegen DOS in de snikhete Goffert werd na verlenging met 1-0 verloren door een doelpunt van Tonny van der Linden. In de jaren zestig was Fadrhonc werkzaam in Deventer bij Go Ahead, dat hij jaarlijks ook in de subtop afleverde; in het seizoen 1967/68 werd de club zelfs 3e, na Ajax en Feijenoord. Begin 1966 verkreeg hij de Nederlandse nationaliteit.
In 1970 koos de KNVB hem als bondscoach als opvolger van Georg Keßler. Fadrhonc leidde Oranje in 1974 voor het eerst in 36 jaar weer naar het WK, waar hij Rinus Michels boven zich kreeg als supervisor terwijl hij zelf wel bondscoach bleef. Onder Michels en Fadrhonc werd Oranje tweede, en speelde het het befaamde totaalvoetbal. Hij werd gedecoreerd tot ridder in de Orde van Oranje Nassau.
Na het WK 1974 liet de KNVB tot ontsteltenis van Fadrhonc zijn contract aflopen. Hij koos vervolgens voor een baan bij AEK Athene in Griekenland. Met AEK behaalde hij de halve finale om de UEFA Cup 1976/77 waarin de latere winnaar Juventus te sterk was. Hij wordt geroemd voor de geslaagde keeperswissel voor de penaltyserie in de kwartfinale tegen Queens Park Rangers waarbij hij de vaste doelman Lakis Stergioudas verving voor veteraan Nikos Christidis die twee penalty's stopte. 
Later kwam hij op Cyprus terecht waar een hartstilstand in het najaar van 1981 het einde van zijn leven betekende. Dr. Fadrhonc ligt begraven in Goirle.

## Erelijst
Willem II
| Nationaal     |    |                  |
| Landskampioen | 2x | 1951/52, 1955/56 |

1 Geels ·
2 Haan ·
3 Van Hanegem ·
4 Van Ierssel ·
5 Israël ·
6 Jansen ·
7 De Jong ·
8 Jongbloed ·
9 Keizer ·
10 R. Van de Kerkhof ·
11 W. Van de Kerkhof ·
12 Krol ·
13 Neeskens ·
14 Cruijff  ·
15 Rensenbrink ·
16 Rep ·
17 Rijsbergen ·
18 Schrijvers ·
19 Strik ·
20 Suurbier ·
21 Treijtel ·
22 Vos ·
Coach: Michels (supervisor)
· Coach: Fadrhonc
· Assistent-coach: Van der Hart